# Cornhuskers du Nebraska
Les Cornhuskers du Nebraska (en anglais : Nebraska Cornhuskers) sont un club omnisports universitaire de l'université du Nebraska à Lincoln. Les équipes des Cornhuskers participent aux compétitions universitaires organisées par la National Collegiate Athletic Association. Nebraska fait partie de la Big Ten Conference (depuis 2011) où elle participe dans 14 disciplines.
La plus fameuse équipe des Cornhuskers est celle de football américain, créée en 1890, qui fut championne nationale en 1970, 1971, 1994, 1995 et 1997. De plus, Johnny Rodgers (1972), Mike Rozier (1983) et Eric Crouch (2001) furent honorés par un trophée Heisman. Les Cornhuskers évoluent au Memorial Stadium, enceinte de 80 000 places inaugurée le 20 octobre 1923. Les matchs se jouent à guichets fermés depuis 1962. Tom Osborne (en) fut l'entraîneur emblématique de Nebraska en enregistrant 255 victoires, 3 nuls et 45 défaites en 25 saisons de 1973 à 1997.

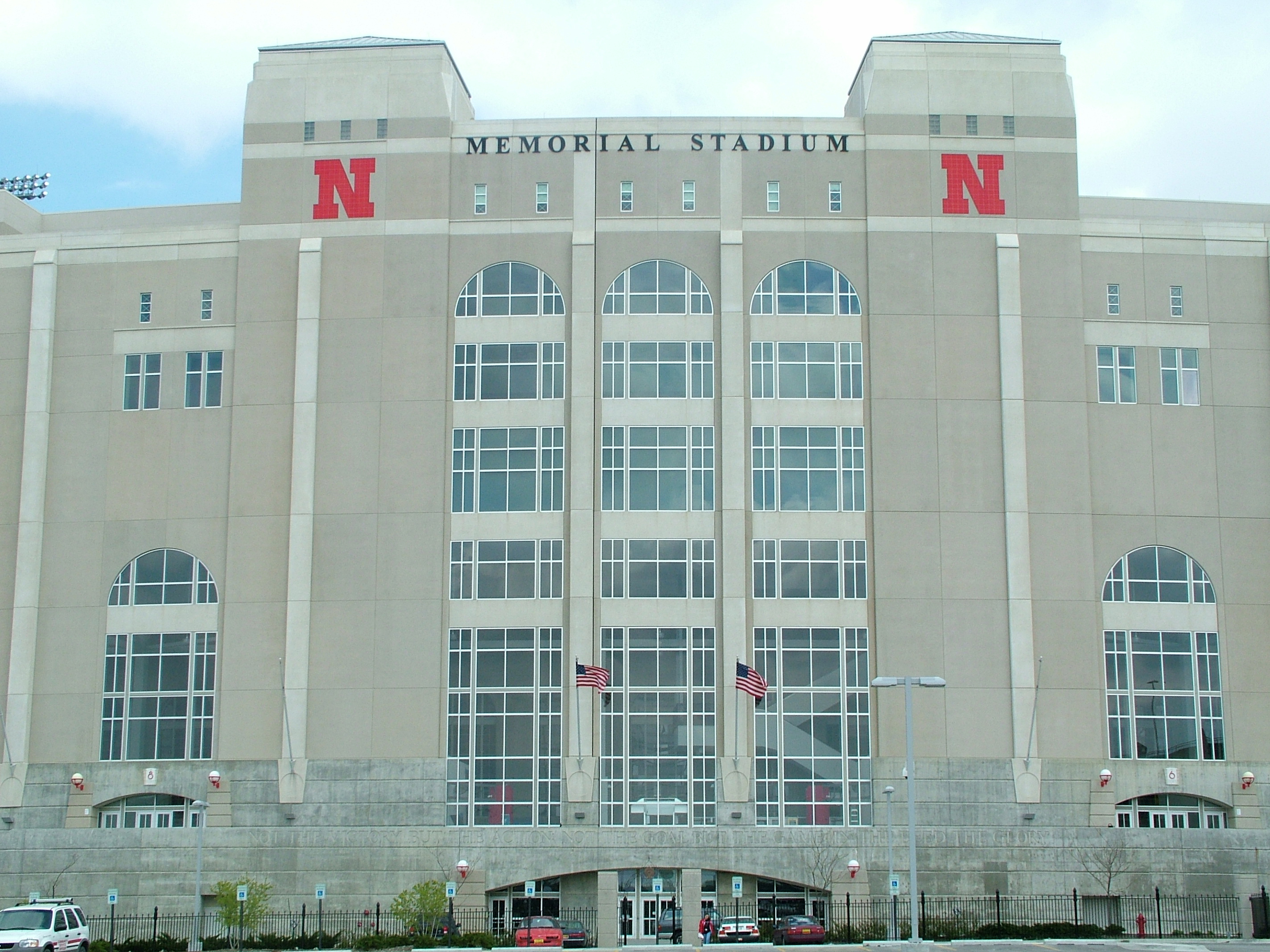

## Origine du nom de l'équipe
Le surnom de l'équipe vient d'un titres de la presse locale à la fin du XIXe siècle après les victoires du programme. Les Cornhuskers, qui peut être traduit en français par les « éplucheurs d'épi de maïs ». L'État du Nebraska étant un important producteur de maïs aux États-Unis.

## Football américain

### Histoire
Fondée il y a 125 ans, l'équipe de football américain s'est imposée dans l'histoire de ce sport comme l'une des plus prestigieuses au niveau universitaire. Elle cumule 5 titres nationaux (1970, 1971, 1994, 1995 et 1997) sans compter les 9 qu'elle ne réclame pas. Elle est également l'équipe qui a enregistré le plus de victoires contre les autres équipes des 5 conférences majeures. Elle est l'équipe qui a remporté le plus de victoires et obtenu le bilan le plus positif de matchs sur les 50 dernières années. Elle est une des 10 équipes seulement à avoir enregistré plus de 800 victoires dans son histoire (879 pour 367 défaites et 40 matchs nuls en 2015).
Les équipes invaincues des Cornhuskers en 1971 et 1995 sont considérées par ESPN comme 2 des 3 meilleures équipes universitaires de tous les temps. Les Cornhuskers ont également établi le record de 34 matchs d'affilée sans défaite entre 1912 et 1916. Ils ont également remporté 46 titres de conférence, 10 titres de division et 25 bowls sur les 51 joués. 3 Trophées Heisman sont également sortis de ses rangs.
Après avoir joué dans la Big 12 Conference, les Cornhuskers rejoignent la Big 10 Conference en 2011. Ils sont placés dans la division ouest avec les Fighting Illini de l'Illinois, les Hawkeyes de l'Iowa, les Badgers du Wisconsin, les Boilermakers de Purdue, les Wildcats de Northwestern et les Golden Gophers du Minnesota.

### Palmarès
Titres nationaux
- 1970
- 1971
- 1994
- 1995
- 1997

Les Cornhuskers ont aussi réalisé 9 saisons pour lesquelles ils ne revendiquent pas un titre de champion potentiel en 1915, 1921, 1980, 1981, 1982, 1983, 1984, 1993 et 1999.

### Titres de conférence
- 46 titres de division

Ils ont remporté 10 titres de division dans les époques récentes où leur conférence était divisée en 2 divisions en : 1996, 1997, 1999, 2000, 2001, 2006, 2008, 2009, 2010, 2012

### Bowls
Ils ont joué 51 bowls, en remportant presque la moitié (25 victoires pour 26 défaites) dont
- 8 Orange Bowl
- 3 Sugar Bowl
- 2 Fiesta Bowl

## Basket-ball
Les Cornhuskers évoluent dans la Pinnacle Bank Arena depuis de 2013. Auparavant, les équipes de basket-ball évoluaient au Bob Devaney Sports Center, aujourd'hui, la salle accueille toujours les équipes de volley-ball et la lutte entre autres.
L'équipe masculine de basket-ball a atteint 7 fois le tournoi final du Championnat NCAA de basket-ball. Le bilan reste famélique avec 7 défaites pour autant de matchs.
Tyronn Lue est l'ancien joueur le plus connu du programme, il a été champion NBA à deux reprises avec les Lakers de Los Angeles comme joueur et une autre fois comme entraîneur des Cavaliers de Cleveland.